# Kasteel Emmaüs (Mechelen)

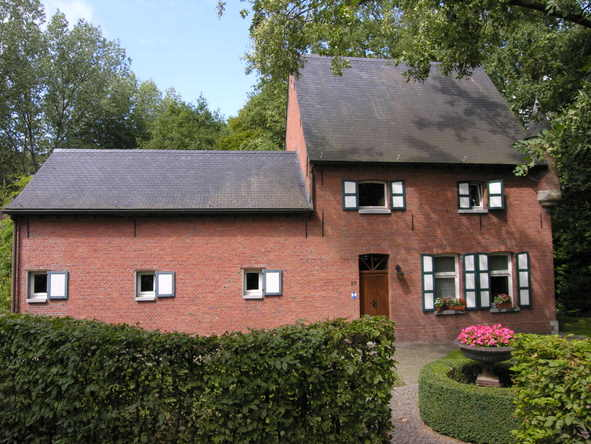
Voormalige hoeve, Generaal De Wittelaan 23

Kasteel Emmaüs is een kasteel in de Antwerpse stad Mechelen, gelegen aan de Emmaüsdreef 20 en 23.

## Geschiedenis
Hier lag vroeger het Hof ten Sameren, nog juist binnen de tot het prinsbisdom Luik behorende Mechelse enclave. In 1724 werd een zekere de la Motte gedocumenteerd als eigenaar. Het betrof een opperhof, neerhof, pachthoeve, duiventoren en diverse bijgebouwen en landerijen.
In de eerste helft van de 19e eeuw werd een laatclassicistisch kasteel gebouwd. Omstreeks 1865 werd een achtzijdige traptoren gebouwd in neogotische stijl.

## Gebouw
Het kasteel is gebouwd op rechthoekige plattegrond. De genoemde traptoren is aan de westzijde aangebouwd. In het kasteel vindt men diverse salons zoals in neo-Lodewijk XVI-stijl. Ook zijn enkele versierselen in empirestijl aangebracht.
Het koetshuis is van 1804, Ook is er een oranjerie en een voormalige hoeve annex jachthuis, van omstreeks 1865.
Het domein is omgracht en omvat een park.